# Academische vaardigheden
Academische vaardigheden zijn vaardigheden die aangeleerd worden op een universiteit, of een andersoortige wetenschappelijke instelling. De vaardigheden zijn over het algemeen abstract van aard, en onderscheiden zich op dit punt van de praktische vaardigheden die aangeleerd worden in het beroepsonderwijs. Daarmee is niet gezegd dat men op een universiteit alleen maar academische vaardigheden verwerft.
Academische vaardigheden worden in eerste instantie aangeleerd aan de studenten die een instelling voor wetenschappelijk onderwijs bezoeken. Daarnaast spelen ze ook een belangrijke rol voor promovendi en onderzoeksassistenten. Ten slotte vormen academische vaardigheden voor iedere wetenschapper een blijvend punt van aandacht. 
Een deel van de academische vaardigheden hoort specifiek bij een bepaald vakgebied. Andere vaardigheden zijn meer algemeen. Enkele voorbeelden van die algemene academische vaardigheden zijn:
- Analytisch denken: een systematische manier van denken, waarbij je vanuit specifieke gevallen naar meer algemene regels of een bepaald model toewerkt
- Argumenteren/redeneren: een bepaalde stelling ondersteunen of een vraag beantwoorden door middel van argumenten of een redenatie
- Interpreteren: onderzoeksmateriaal of de resultaten van een experiment op een systematische manier nader duiden en daar conclusies aan verbinden

Vaardigheden die niet academisch zijn, maar daar wel vaak mee verward worden, omdat ze erg belangrijk zijn binnen de wetenschap, zijn bijvoorbeeld:
- Het schriftelijk en mondeling uitdrukkingsvermogen
- Statistiek
- Computervaardigheden